# K Rupel Boom FC
Rupel Boom es un club de fútbol belga de la ciudad de Boom en la provincia de Amberes. Está afiliado a la Real Asociación Belga de fútbol con el número de matrícula 2138 y tiene los colores azul, blanco y negro como colores del club. Rupel Boom fue creado por la fusión de Rupel Sportkring y Boom FC en 1998. Actualmente compite en la División 2, cuarto nivel del fútbol belga.

## Historia

### Rupel SK
El 13 de marzo de 1934 se funda el club Rupel Sportkring (Rupel SK). El club se unió a la Asociación Belga de Fútbol y se le asignó el número 2138. El club comenzó en la serie regional inferior, pero pudo ascender a la serie nacional después de la Segunda Guerra Mundial. En 1946 jugó por primera vez en Promoción, para jugar luego en Tercera División. El club descendió brevemente en 1948, pero regresó después de un año e incluso pudo ganar su campeonato en 1951. Así ascendieron a Segunda División nacional por primera vez. Rupel SK, sin embargo, terminó penúltimo y volvió a la Tercera División tras sólo una campaña. Dos años después, cayeron aún más a la Cuarta División, que mientras tanto se había convertido en la nueva clase de promoción.
Rupel SK pudo mantener la categoría un tiempo, pero al final desaparecieron por completo en las divisiones provinciales. Después de recibir el título real, el club se llamó Koninklijke Rupel SK. En 1980 subió desde las divisiones inferiores a Primera Provincial, pero después de un año el club volvió a descender. En la década de los 90, incluso descendieron a Cuarta Provincial, el nivel más bajo en la estructura del fútbol belga.

### K Rupel Boom FC
En 1998 Rupel SK jugó en Tercera Provincial. Entablaron conversaciones para una fusión con K. Boom FC. Boom tenía el número matrícula 58 y había jugado en las divisiones nacionales durante muchas temporadas, incluidas varias temporadas en Primera División. En la década de los noventa, sin embargo, tenía problemas económicos y deportivos y recientemente había pasado de Primera División a Primera Provincial. El nuevo club fusionado fue bautizado como K. Rupel Boom FC y continuó jugando en lugar de Rupel SK con la matrícula 2138. El número de matrícula 58 de Boom fue descartado. El club iba a jugar en el Estadio Municipal Park del Boom FC.
La fusión dio un nuevo impulso al club. Rupel Boom ascendió a Segunda Provincial en 1999. En 2001 ascendió aún más a Primera Provincial y en 2004 alcanzó nuevamente las divisiones nacionales con un ascenso a Cuarta División. Rupel Boom llegó de inmediato al play-off de ascenso, y después de una victoria en la prórroga contra Unión Namur, incluso pasaron directamente a la Tercera División. Esta estadía duró solo una temporada y Rupel Boom bajó nuevamente a Cuarta División en 2006. Sin embargo, en 2008, nuevamente ascendieron.
Después de regresar a Tercera División, K. Rupel Boom FC participó todos los años en play-offs de ascenso. Durante la temporada 2009/10 estuvieron incluso en primer lugar durante mucho tiempo, pero al final tuvieron que contentarse con jugar play-off. En la final de este play-off, La Louviere Centre cayó derrotado 1-0 (fuera) y 4-4 (casa), lo que permitió a Rupel Boom ascender a Segunda División. Sin embargo, en esta primera temporada en Segunda, terminaron penúltimos, descendiendo a Tercera División al cabo de un año.
Tras 7 temporadas en Tercera División (y desde 2016 en la reformada Segunda Div. Aficionada), Rupel Boom se convirtió en campeón en 2018. En la temporada 2018-2019, el club jugaría en la máxima división aficionada.
El 26 de marzo de 2019, Rupel Boom anuncia que el club pasa a ser propiedad de los dueños del Beerschot Wilrijk. La adquisición tendrá principalmente un impacto en la cantera. El nombre y los colores del club permanecerían sin cambios. Sin embargo, debido a disputas, esta adquisición fue cancelada, por lo que el club sigue siendo independiente en 2021.

## Temporada a temporada
| Temporada | Nivel | Nivel | Nivel | Nivel | Nivel | Nivel | Nivel | Nivel | División               | Puntos | Observaciones                                         |
|           | I     | I     | II    | III   | IV    | P.I   | P.II  | P.III |                        |        |                                                       |
| --------- | ----- | ----- | ----- | ----- | ----- | ----- | ----- | ----- | ---------------------- | ------ | ----------------------------------------------------- |
| 1998/99   |       |       |       |       |       |       |       | 2     | Tercera prov. Amberes  | 65     | Gana play-off                                         |
| 1999/00   |       |       |       |       |       |       | 3     |       | Segunda prov. Amberes  | 54     |                                                       |
| 2000/01   |       |       |       |       |       |       | 1     |       | Segunda prov. Amberes  | 73     | Campeón                                               |
| 2001/02   |       |       |       |       |       | 6     |       |       | Primera prov. Amberes  | 53     |                                                       |
| 2002/03   |       |       |       |       |       | 3     |       |       | Primera prov. Amberes  | 63     |                                                       |
| 2003/04   |       |       |       |       |       | 2     |       |       | Primera prov. Amberes  | 64     | Gana play-off                                         |
| 2004/05   |       |       |       |       | 2     |       |       |       | Cuarta Div. B          | 53     | Gana play-off                                         |
| 2005/06   |       |       |       | 15    |       |       |       |       | Tercera Div. A         | 19     | descenso                                              |
| 2006/07   |       |       |       |       | 3     |       |       |       | Cuarta Div. B          | 55     |                                                       |
| 2007/08   |       |       |       |       | 3     |       |       |       | Cuarta Div. B          | 64     | Gana play-off                                         |
| 2008/09   |       |       |       | 6     |       |       |       |       | Tercera Div. B         | 49     |                                                       |
| 2009/10   |       |       |       | 2     |       |       |       |       | Tercera Div. A         | 72     | Gana play-off                                         |
| 2010/11   |       |       | 17    |       |       |       |       |       | Segunda División       | 37     | descenso                                              |
| 2011/12   |       |       |       | 5     |       |       |       |       | Tercera Div. B         | 58     |                                                       |
| 2012/13   |       |       |       | 4     |       |       |       |       | Tercera Div. A         | 56     |                                                       |
| 2013/14   |       |       |       | 13    |       |       |       |       | Tercera Div. A         | 39     |                                                       |
| 2014/15   |       |       |       | 5     |       |       |       |       | Tercera Div. A         | 54     |                                                       |
| 2015/16   |       |       |       | 9     |       |       |       |       | Tercera Div. B         | 51     |                                                       |
|           | 1A    | 1B    | 1Am   | 2Am   | 3Am   | P.I   | P.II  | P.III |                        |        | desde 2016/17 hay 3 niveles nacionales y 2 regionales |
| 2016/17   |       |       |       | 3     |       |       |       |       | Segunda División Afic. | 52     |                                                       |
| 2017/18   |       |       |       | 1     |       |       |       |       | Segunda División Afic. | 61     | Campeón en play-off                                   |
| 2018/19   |       |       | 5     |       |       |       |       |       | Primera División Afic. | 45     |                                                       |
| 2019/20   |       |       | 9     |       |       |       |       |       | Primera División Afic. | 31     |                                                       |
| 2020/21   |       |       | 12    |       |       |       |       |       | División Nacional 1    |        | Competición cancelada tras 4 jornadas por Covid-19    |
| 2021/22   |       |       | 10    |       |       |       |       |       | División Nacional 1    | 39     |                                                       |
| 2022/23   |       |       | 19    |       |       |       |       |       | División Nacional 1    | 24     | descenso                                              |
| 2023/24   |       |       |       | 4     |       |       |       |       | División 2             | 60     |                                                       |